# Mitsubishi Lancer Evolution
De Mitsubishi Lancer Evolution, ook wel bekend als de Lancer Evo of Evo, is een vierdeurs sedan van Mitsubishi Motors. Er bestaan tien officiële modellen van, elk genummerd met een Romeins cijfer. Alle modellen gebruiken een twee liter turboladermotor en hebben vierwielaandrijving.
De Evolution was aanvankelijk alleen voor de Japanse markt bedoeld, maar door grote vraag op de grijze markt werd de wagen vanaf 1998 ook aangeboden aan dealers in Europa.
Deze auto werd bekend door het gebruik in de rallysport. Grootste concurrent van de Evo is de Subaru Impreza WRX.

## Modellen
| Naam           | Geproduceerd van – tot        | Afbeelding                                    |
| -------------- | ----------------------------- | --------------------------------------------- |
| Evolution I    | oktober 1992 – januari 1994   | Mitsubishi Lancer Evolution I                 |
| Evolution II   | januari 1994 – februari 1995  |                                               |
| Evolution III  | februari 1995 – augustus 1996 |                                               |
| Evolution IV   | augustus 1996 – januari 1998  | Mitsubishi Lancer Evolution IV (CN9A) – White |
| Evolution V    | 1998                          | Mitsubishi Lancer Evolution V (CP9A)          |
| Evolution VI   | januari 1999 – maart 2001     | Evolution VI T.M.E                            |
| Evolution VII  | maart 2001 – januari 2003     | Evolution VII WRC                             |
| Evolution VIII | januari 2003 – maart 2005     |                                               |
| Evolution IX   | maart 2005 – oktober 2007     | Mitsubishi Lancer Evolution IX FQ-360         |
| Evolution X    | oktober 2007–oktober 2015     | Mitsubishi Lancer Evolution X (US)            |

## Einde
In maart 2011 begonnen zich geruchten voor te doen dat de productie van nieuwe Mitsubishi Lancer Evolution zou worden stopgezet. Mitsubishi Motors Canada sprak deze geruchten tegen via hun Facebookpagina. Op 10 april 2015 werd een gelimiteerde 'Final Edition' met 1000 auto's voorbereid voor de Mitsubishi Lancer Evolution. De auto was op 20 augustus 2015 uitverkocht. De Final Edition is gebaseerd op de Lancer Evolution X, maar de 'X' komt nergens op de autonaam voor. Dit betekent dat dit de laatste Lancer Evolution is. Sinds zijn debuut als homologatiemodel voor het WRC in 1992, is de 'Lancer Evo' geliefd bij coureurs en rallyfans over de hele wereld. Met dit model komt er echt een einde aan zijn lange geschiedenis.

## Prijzen
De Mitsubishi Lancer Evolution won in juni 2006 de ConsumerSearch's best Aggressive sports sedan.
In 2004 en 2005 won de auto zes grote prijzen, waaronder de titel “sportauto van het jaar” in Schotland en Frankrijk, Playboy Sports Car 2004" in Polen, "Best New Production Car Under €60,000" in Griekenland, "Sport Compact Car of the Year" in 2004 en 2005 (Sport Compact Car magazine) en "2005 All-Star" (Automobile magazine) in de Verenigde Staten.
De Lancer Evolution X werd in de Canadese televisieshow Motoring 2009 uitgeroepen tot "Best Performance Car under $50K", en won de Automobile Journalists Association.